# Kecamatan Kesiman
Kecamatan Kesiman är ett distrikt i Indonesien. Det ligger i den sydvästra delen av landet, 1 000 km öster om huvudstaden Jakarta. Kecamatan Kesiman ligger på ön Bali.